# Gerry (film 2002)
Gerry è il primo film della "Trilogia della Morte" di Gus Van Sant, cui seguirono Elephant e Last Days (tutti ispirati da eventi reali). Vengono così definiti poiché la scena di morte costituisce culmine e climax di ogni film. Alla sua uscita ai festival cinematografici e nei pochi cinema nei quali fu distribuito (in Italia non è mai uscito), il film suscitò reazioni estremamente diverse, dal disprezzo all'entusiastico encomio. I recensori sono d'accordo nel constatare che Gerry segna un punto di ritorno nella filmografia di Van Sant che, lontano dai film commercialmente orientati, torna allo sperimentalismo che ha caratterizzato la prima fase della sua carriera.
Ispirato al caso di cronaca della morte di David Coughlin avvenuto nel 1999, Gerry segue le vicende di due compagni di escursionismi dallo stesso nome, Gerry; quest'ultimo è anche un termine gergale usato dai protagonisti dal significato "fare casino". Van Sant ha rivelato in alcune interviste che Damon e i fratelli Affleck usassero già tale termine prima della produzione del film.

## Trama
Due ragazzi di nome Gerry guidano fino a un luogo remoto per fare un'escursione. Inizialmente incontrano altre persone; chiacchierano, camminano e fanno una corsa improvvisata prima di decidere di tornare indietro. In breve tempo si rendono conto di essersi persi, pertanto costruiscono un falò per la notte.
Nei due giorni successivi, i due escursionisti vagano nel deserto senza cibo né acqua. A un certo punto provano a separarsi, poi si ricongiungono e tentano inutilmente di seguire tracce di animali. Mano a mano che la situazione peggiora, i ragazzi diventano sempre più irritati l'uno contro l'altro e alla fine collassano per la fatica e la disidratazione. Il più debole dei due proclama di stare "andando" e si avvicina al compagno, che lo strangola senza dire nulla prima di crollare nuovamente.
Al suo risveglio, il superstite si accorge di essere vicino a una strada. Gravemente scottato dal sole, viene soccorso da un uomo e suo figlio.

## Curiosità
- Il film fu girato nella Death Valley in California, sul Gran Lago Salato nello Utah, e in Argentina.
- Benché girato nel 2001, e presentato al Sundance Film Festival e al Toronto Film Festival nel 2002, il film venne distribuito solo nel 2003 in pochissime copie.
- Gerry ha ottenuto due nomination agli Independent Spirit Awards del 2002 per la miglior regia (Gus Van Sant) e la miglior fotografia (Harris Savides).
- Uno dei contenuti extra del DVD è un making-of di 14 minuti intitolato Salt Lake Van Sant.
- I dialoghi ammontano in tutto a circa dieci minuti su 103' totali di film.